# Reserva extrativista Alto Juruá
La Reserva Extrativista Alto Juruá es un área protegida federal de Brasil categorizado como reservas extractiva y creada en 1990 en un área de 506186.00 hectáreas en el estado de Acre. Es administrado por el Instituto Chico Mendes de Conservación de la Biodiversidad (ICMBio). El bioma predominate es la amazónica.